# Midori (Gunma)
Midori (みどり市, Midori-shi) és una ciutat i municipi del Japó situat a la prefectura de Gunma.

## Geografia
El municipi de Midori es troba a l'àrea oriental de Gunma, al nord de la plana de Kanto. La forma del terme municipal és semblant a la d'un triangle invertit, limitant al nord amb la prefectura de Tochigi i amb la ciutat de Kiryū a l'oest i a l'est. El riu Watarase flueix per algunes zones del terme municipal. Midori limita a més amb els municipis de Isesaki, Ōta i Numata, tots ells a la mateixa prefectura de Gunma i amb Sano, Kanuma i Nikkō a la prefectura de Tochigi.

## Història
El municipi de Midori va ser fundat el 27 de març de 2006 amb la unió dels antics municipis de Ōmama, Kasakake i Azuma pertanyents als ja desapareguts districtes de Yamada, Nitta i Seta, respectivament.

## Economia
Tot i estar relativament prop de la capital de la prefectura, Maebashi, i d'un municipi turístic com és Nikkô (a Tochigi) a més d'estar ben connectat amb Tòquio, l'activitat primordial del municipi és l'agricultura. Midori és conegut per la producció de tomaques i albergínies.